# Zaljubljenost
Zaljubljenost je izraz, koji se koristi kako bi se opisao intenzivan osjećaj vezan uz ljubav. 
U psihologiji se taj fenomen povezuje uz sužavanje svijesti, što može dovesti do pogrešnog razumijevanja i procjenjivanja objekta privrženosti. Tako zaljubljena osoba pogreške ili mane osobe u koju je zaljubljena može previdjeti ili čak vidjeti kao vrline. Zaljubljenost obično nije trajno stanje, ona postoji tek kao faza te za kraće ili duže vrijeme može izblijedjeti i nestati ili od nje može nastati prava ljubav. Zaljubljenost može biti jednostran osjećaj, odnosno ne mora biti uzvraćen. 
Doktor Stanislav Feldman, umirovljeni psihijatar i neurolog za zaljubljenost kaže, da je posesivna, te bazirana na krivim temeljima: fizičkom izgledu partnera, nesigurnosti i težnji za dokazivanjem vlastite vrijednosti. Zaljubljenost je jedna vrsta posesivnosti i nadoknađivanja nečeg što je nedostajalo u djetinjstvu. Zaljubljenost nastaje pod utjecajem nesvjesnih očekivanja, za koje mi želimo da nam budu ostvarena u životu i koja projiciramo na neku osobu, jer smo uvjereni da je to 'ona prava', koja će nam donijeti ljubavnu sreću.
Zaljubljivanje je prirodan razvojni proces, kojim se osoba integrira i neutralira predstavu o idealnom partneru i postiže psihičku zrelost. Upravo kroz cikluse zaljubljivanja i odljubljivanja, osoba postupno postaje sposobna sagledati realnosti osoba koje bira za partnere.
U SAD-u se kao specifičan izraz za zaljubljenost koristi limerencija (limerence), koju je popularizirala Dorothy Tennov.